# National Media Authority (Ägypten)
Die National Media Authority (kurz NMA; arabisch الهيئة الوطنية للإعلام al-hai'a al-watanīya li-l-iʿlām – Nationale Medienbehörde) ist der staatliche Rundfunkveranstalter Ägyptens. Als Nachfolger der 1971 gegründeten Egyptian Radio and Television Union (kurz ERTU; arabisch اتحاد الإذاعة والتلفزيون المصري ittihād al-idhāʿa wa-'t-tilifizyūn al-misrī – Ägyptische Rundfunkunion) nahm sie ihren Betrieb 2017 auf. Der Hauptsitz der NMA befindet sich in einem nach dem französischen Ägyptologen Maspero benannten Hochhaus im Kairoer Stadtteil Būlāq.
Die NMA hat eine verfassungsrechtliche Grundlage. Sie ist Mitglied der Europäischen Rundfunkunion (EBU), der Arab States Broadcasting Union (ASBU) und der African Union of Broadcasting (AUB).

## Geschichte
Anknüpfend an das Telegrafengesetz von 1906 wurden am 6. Juni 1926 Bestimmungen für den Rundfunk erlassen, woraufhin sich in Kairo und Alexandria zahlreiche kleine private Stationen bildeten.
Der nichtkommerzielle Rundfunk begann am 31. Mai 1934 aufgrund eines Vertrags mit der britischen Marconi Company (Ansage هنا القاهرة huna l-qāhira ‚Hier ist Kairo‘). Die Einweihung fand unter Mitwirkung der ägyptischen Sängerin Umm Kulthum statt. Nach dem Luzerner Wellenplan gab es je zwei Sender in Kairo (620/1348 kHz, erstere Frequenz mit einer Leistung von 20 kW) und Alexandria (1122/1429 kHz), welche sowohl ein arabisches Programm als auch ein Programm in Englisch und Französisch verbreiteten; 1938 kam eine Sendeanlage in Assiut in Mittelägypten hinzu (731 kHz, nur auf Arabisch). Seit 1935 erscheint eine Rundfunkzeitschrift. 1943 wurde der Vertrag mit der Marconi Company verlängert, 1947 jedoch wegen anti-britischer Ressentiments von ägyptischer Seite gekündigt, woraufhin der Rundfunk in alleinige ägyptische Trägerschaft überging (Egyptian State Broadcasting, ESB).
1949 wurde ein Rundfunkgesetz erlassen. Das Fernsehen begann mit seiner Ausstrahlung am 21. Juli 1960. 1966 ergingen getrennte Präsidialerlasse für Hörfunk und Fernsehen; beide Bereiche wurden 1971 zur Ägyptischen Rundfunkunion (ERTU) zusammengeschlossen, welche ihrerseits 2017 in die National Media Authority (NMA) überging.

## Hörfunkprogramme
- Allgemeines Programm (seit 1934,[12] البرنامج العام al-barnāmadsch al-ʿāmm, Kairo: 107,4 MHz)[13]
  - Seniorenprogramm (إذاعة الكبار idhāʿat al-kibār, 1071 kHz)
- Kulturprogramm (1957 „zweites Programm“, البرنامج الثقافي al-barnāmadsch ath-thaqāfī, 91,5 MHz)
  - Musikprogramm (1968, البرنامج الموسيقي al-barnāmadsch al-mūsīqī, 98,8 MHz)
  - Europa-Programm (1934, البرنامج الاوروبي al-barnāmadsch al-urubbī, 95,4 MHz; auf Englisch und Französisch, 11–15 Uhr Ortszeit auch Armenisch, Griechisch, Italienisch, Deutsch)
- Stimme der Araber (1953, صوت العرب saut al-ʿarab, 612 kHz)
  - Radio Niltal (1949, إذاعة وادى النيل idhāʿa wādī an-nīl, 1071 kHz)
  - Radio Palästina (1960, إذاعة فلسطين idhāʿa filastīn, 1008 kHz)
- Mittlerer Osten (1964, الشرق الاوسط asch-scharq al-ausat, 89,5 MHz)
- Heiliger Koran (1964, القرآن الكريم al-qur'ān al-karīm, 98,2 MHz)
- Jugend und Sport (1975, إذاعة الشباب والرياضة idhāʿat asch-schabāb wa-l-riyāda, 108,0 MHz)
- Lieder (2000, إذاعة الأغاني idhāʿat al-aghānī, 105,8 MHz)

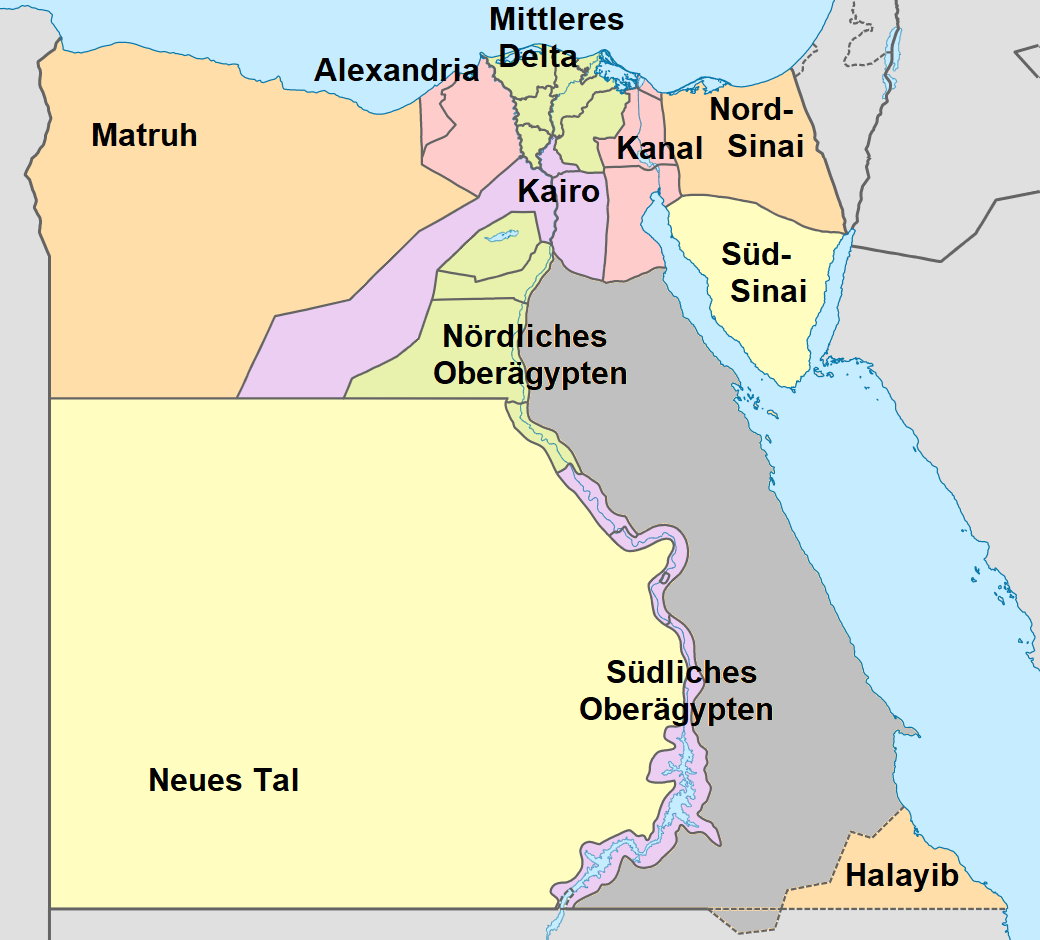
Regionalradios in Ägypten

- Regionalradionetz (شبكة الإذاعات الإقليمية schabakat al-idhāʿāt al-iqlīmīya),[14] 11 Sender
  - Alexandria (1954, الإسكندرية al-iskandarīya)
  - Groß-Kairo (1981, القاهرة الكبرى al-qāhira al-kubrā, 102,2 MHz)
  - Mittleres Delta (1982, وسط الدلتا wast ad-diltā)
  - Nördliches Oberägypten (1983, شمال الصعيد schamāl as-saʿīd)
  - Nord-Sinai (1984, شمال سيناء schamāl sīnā')
  - Süd-Sinai (1985, جنوب سيناء dschanūb sīnā')
  - Kanal (1988, القناة al-qanā)
  - Neues Tal (1990, الوادي الجديد al-wādī al-dschadīd)
  - Matruh (1991, مطروح matrūh)
  - Südliches Oberägypten (1993, جنوب الصعيد dschanūb as-saʿīd)
  - Hala’ib-Dreieck (1995, حلايب halāyib)
  - außerdem zugeordnet: Bildungsradio (الإذاعة التعليمية al-idhāʿa at-taʿlīmīya, 558 kHz)
- Überseedienst Radio Kairo (seit März 1953,[15] الإذاعات الموجهة al-idhāʿāt al-muwaddschaha ‚gerichtete Sendungen‘)

Indirekt übt die NMA auch Einfluss auf das Nile Radio Network (NRN, شركة راديو النيل schabakat rādiyū an-nīl) der Egyptian Media Group (EMG, مجموعة إعلام المصريين madschmūʿat iʿlām al-misrīyīn) aus. Zum NRN gehören die Kairoer Sender Radio Hits (88,2 MHz), Radio Misr (88,7 MHz; seit 25. April 2009), Mega FM (92,7 MHz), Schaʿbī FM (95,0 MHz) und Nagham FM (105,3 MHz).

## Fernsehprogramme
- Erstes Programm (seit 1960, الأولى al-ūlā)
- Zweites Programm (1961, الثانية ath-thāniya)
- Regionalfernsehnetz (شبكة تليفزيون المحروسة schabakat tilifizyūn al-mahrūsa), 6 Kanäle
  - Kairo (1985, القاهرة al-qāhira, Kairo)
  - Kanal (1988, القنال al-qanāl, Ismailia)
  - Alexandria (1990, الإسكندرية al-iskandarīya, Alexandria)
  - Delta (1994, الدلتا ad-diltā, Tanta)
  - (nördliches) Oberägypten (1994, الصعيد as-saʿīd, Minya)
  - Theben (1996, طيبة tība, Assuan)
- Egyptian Satellite Channel, ESC (1990, المصرية al-misrīya)
- Nile TV International[21] (1994; auf Englisch und Französisch, seit 2011 nicht mehr Hebräisch)[22]
- Nile News (1998, النيل an-nīl)
  - 8 Nil-Spartenkanäle (قنوات النيل المتخصصة qanawāt an-nīl al-mutachassisa: Life, Cinema, Drama, Sport, Comedy, Culture, Family, Education)[23]